# Kabinet-Bildt
Het kabinet–Bildt was de regering van het Koninkrijk Zweden van 4 oktober 1991 tot 7 oktober 1994. Het kabinet werd gevormd door de politieke partijen Moderata samlingspartiet (MS), Folkpartiet Liberalerna (FL), Centerpartiet (CP) en Kristdemokraterna (KD) na de parlementsverkiezingen van 1991 met partijleider Carl Bildt van MS als premier.

## Kabinet–Bildt (1991–1994)
| Ambtsbekleder                                 | Ambtsbekleder    | Ambtsbekleder                | Functie(s)                                | Ambtstermijn   | Ambtstermijn     | Partij(en) |
| --------------------------------------------- | ---------------- | ---------------------------- | ----------------------------------------- | -------------- | ---------------- | ---------- |
|                                               | Carl Bildt       | Carl Bildt (1949)            | Premier                                   | 4 oktober 1991 | 7 oktober 1994   | MS         |
|                                               | Bengt Westerberg | Bengt Westerberg (1943)      | Vicepremier                               | 4 oktober 1991 | 7 oktober 1994   | FL         |
| Minister van Sociale Zaken en Volksgezondheid | Bengt Westerberg | Bengt Westerberg (1943)      |                                           | 4 oktober 1991 | 7 oktober 1994   | FL         |
|                                               |                  | Margaretha af Ugglas (1939)  | Minister van Buitenlandse Zaken           | 4 oktober 1991 | 7 oktober 1994   | MS         |
|                                               |                  | Anne Wibble (1943–2000)      | Minister van Financiën                    | 4 oktober 1991 | 7 oktober 1994   | FL         |
|                                               |                  | Gun Hellsvik (1942–2016)     | Minister van Justitie                     | 4 oktober 1991 | 7 oktober 1994   | MS         |
|                                               | Per Westerberg   | Per Westerberg (1951)        | Minister van Economische Zaken            | 4 oktober 1991 | 7 oktober 1994   | MS         |
|                                               | Anders Björck    | Anders Björck (1944)         | Minister van Defensie                     | 4 oktober 1991 | 2 oktober 1994   | MS         |
|                                               | Per Unckel       | Per Unckel (1948–2011)       | Minister van Defensie                     | 2 oktober 1994 | 7 oktober 1994   | MS         |
|                                               |                  | Börje Hörnlund (1935)        | Minister van Arbeid                       | 4 oktober 1991 | 7 oktober 1994   | CP         |
|                                               | Per Unckel       | Per Unckel (1948–2011)       | Minister van Onderwijs                    | 4 oktober 1991 | 7 oktober 1994   | MS         |
|                                               | Mats Odell       | Mats Odell (1947)            | Minister van Transport                    | 4 oktober 1991 | 7 oktober 1994   | KD         |
|                                               |                  | Birgit Friggebo (1941)       | Minister van Volkshuisvesting             | 4 oktober 1991 | 30 november 1991 | FL         |
| Minister van Cultuur                          | 7 oktober 1994   | Birgit Friggebo (1941)       |                                           | 4 oktober 1991 |                  | FL         |
| Minister voor Immigratie en Integratie        | 7 oktober 1994   | Birgit Friggebo (1941)       |                                           | 4 oktober 1991 |                  | FL         |
|                                               | Karl Erik Olsson | Karl Erik Olsson (1938–2021) | Minister van Landbouw                     | 4 oktober 1991 | 7 oktober 1994   | CP         |
|                                               | Olof Johansson   | Olof Johansson (1937)        | Minister van Milieu en Klimaat            | 4 oktober 1991 | 16 juni 1994     | CP         |
|                                               | Görel Thurdin    | Görel Thurdin (1942)         | Minister van Milieu en Klimaat            | 16 juni 1994   | 4 oktober 1994   | CP         |
|                                               | Karl Erik Olsson | Karl Erik Olsson (1938–2021) | Minister van Milieu en Klimaat            | 4 oktober 1994 | 7 oktober 1994   | CP         |
| Ministers zonder portefeuille                 |                  |                              |                                           |                |                  |            |
| Ambtsbekleder                                 | Ambtsbekleder    | Ambtsbekleder                | Functie(s)                                | Ambtstermijn   | Ambtstermijn     | Partij(en) |
|                                               |                  | Inger Davidson (1944)        | Minister voor Administratieve Zaken       | 4 oktober 1991 | 7 oktober 1994   | KD         |
|                                               | Ulf Dinkelspiel  | Ulf Dinkelspiel (1939–2017)  | Minister voor Buitenlandse Handel         | 4 oktober 1991 | 7 oktober 1994   | MS         |
| Minister voor Europese Zaken                  | Ulf Dinkelspiel  | Ulf Dinkelspiel (1939–2017)  |                                           | 4 oktober 1991 | 7 oktober 1994   | MS         |
| Minister voor Noorse Samenwerking             | Ulf Dinkelspiel  | Ulf Dinkelspiel (1939–2017)  |                                           | 4 oktober 1991 | 7 oktober 1994   | MS         |
|                                               | Alf Svensson     | Alf Svensson (1938)          | Minister voor Ontwikkelings- samenwerking | 4 oktober 1991 | 7 oktober 1994   | KD         |
|                                               | Bo Lundgren      | Bo Lundgren (1947)           | Minister voor Belastingen                 | 4 oktober 1991 | 7 oktober 1994   | MS         |
|                                               | Bo Könberg       | Bo Könberg (1945)            | Minister voor Medische Zorg               | 4 oktober 1991 | 7 oktober 1994   | FL         |
|                                               | Beatrice Ask     | Beatrice Ask (1956)          | Minister voor Voortgezet Onderwijs        | 4 oktober 1991 | 7 oktober 1994   | MS         |
|                                               |                  | Reidunn Laurén (1931–2022)   | Onderminister voor Justitie               | 4 oktober 1991 | 7 oktober 1994   | O          |
|                                               | Görel Thurdin    | Görel Thurdin (1942)         | Onderminister voor Milieu en Klimaat      | 4 oktober 1991 | 16 juni 1994     | CP         |